# Mats Hummels
Mats Julian Hummels (n. 16 decembrie 1988, Bergisch Gladbach, Germania) este un fotbalist german, care joacă pe post de fundaș central sau fundaș la Roma în Serie A. Pe plan internațional, are prezențe la națională pentru Germania, Germania Sub-21⁠(d) și Germania U20⁠(d).

## Biografie
Matt Hummels s-a născut la 16 decembrie 1988 în Bergisch Gladbach. Mama sa, Ulla Holthoff, o jurnalistă din domeniul sportiv, și Hermann Hummels, fotbalist și antrenor. Aceștia i-au îndrumat pe el și fratele său Jonas, cu doi ani mai mic, în tainele fotbalului. Și-a petrecut copilăria în zona Frankfurt Rhine-Main, urmându-și tatăl în München după ce acesta primește rolul de antrenor al echipei de juniori ai celor de la Bayern (înlocuit la 30 martie 2012 cu Stephan Beckenbauer). A renunțat să-și continue studiile după clasa a XII-a.

## Carieră

### Bayern și Borussia Dortmund

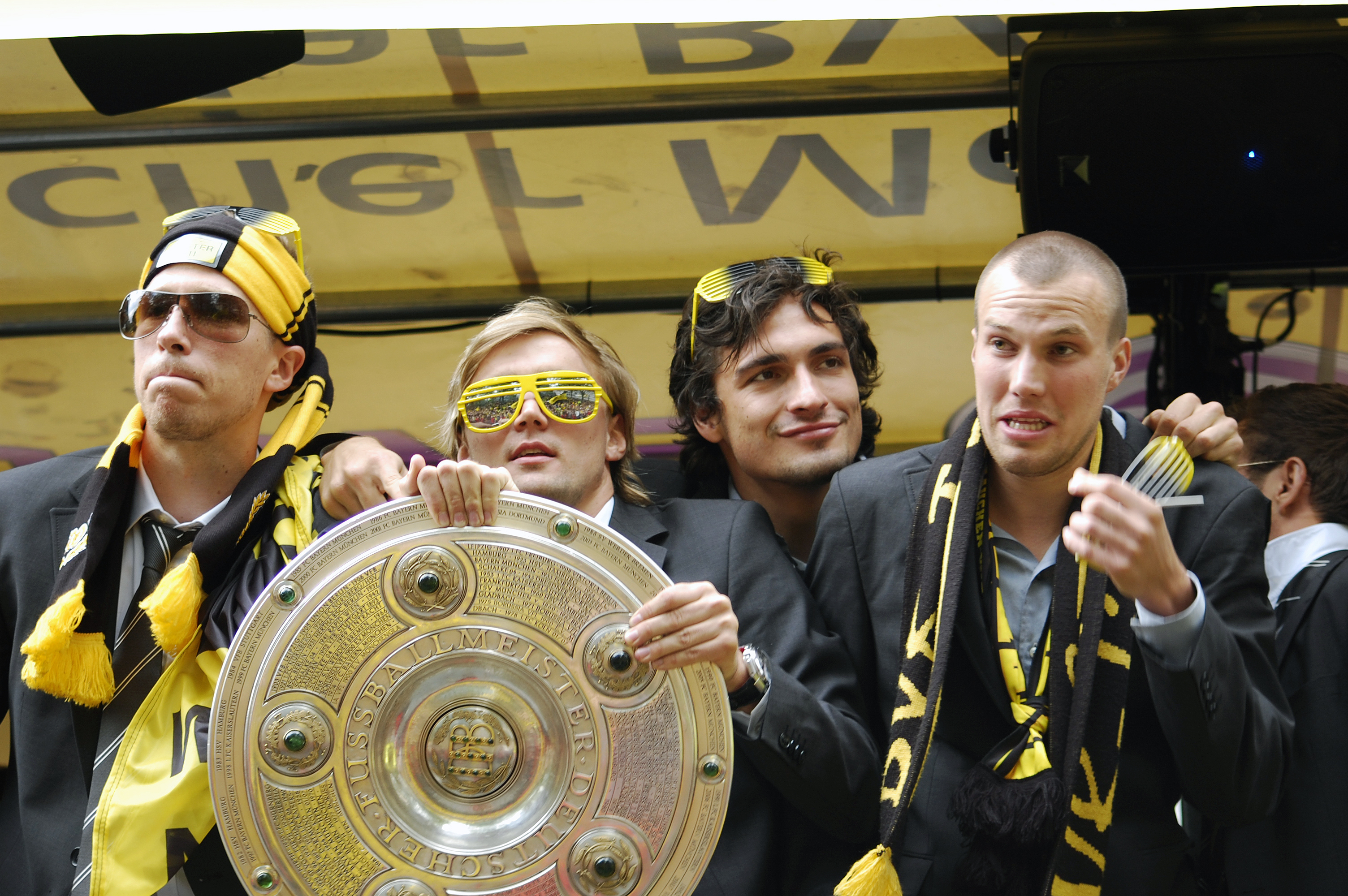
Hummels (al doilea din dreapta) sărbătorind câștigarea titlului în Germania cu Borussia Dortmund în sezonul 2010-2011.

Hummels este produsul academiei de tineret a echipei Bayern München, în care a intrat la vârsta de șase ani. A semnat primul contract de fotbalist profesionist pe 19 decembrie 2006, pe o perioadă de patru ani. Pe 19 mai 2007, în finalul sezonului 2006-2007, joacă primul meci în Bundesliga, cu 1. FSV Mainz 05, câștigat de bavarezi cu scorul de 5-2.
În luna ianuarie a anului 2008, Hummels a fost împrumutat la Borussia Dortmund. A devenit titular încă din primul sezon, făcând pereche cu Neven Subotić, dar a ratat ultimele luni ale sezonului din cauza unei accidentări. A fost transferat definitiv în februarie 2009, în schimbul a patru milioane de euro.
Sezonul 2010-2011 a fost unul de excepție pentru el și Subotić, Borussia având cea mai bună defensivă, întrerupând dominația lui Bayern. S-a dovedit foarte bun în deposedări și  poziționare. A fost lăudat de comentatori sportivi și antrenori. Este considerat unul din cei mai buni fundași din Bundesliga și Europa. A câștigat titlul și în următorul sezon, stabilind totodată un record: cele mai multe puncte într-un sezon de Bundesliga, 81. A marcat un gol în finala Cupei, în victoria cu 5-2 împotriva lui Bayern. Pe 3 iunie 2012 a semnat un nou contract cu Borussia Dortmund până în vara anului 2017.

### La națională

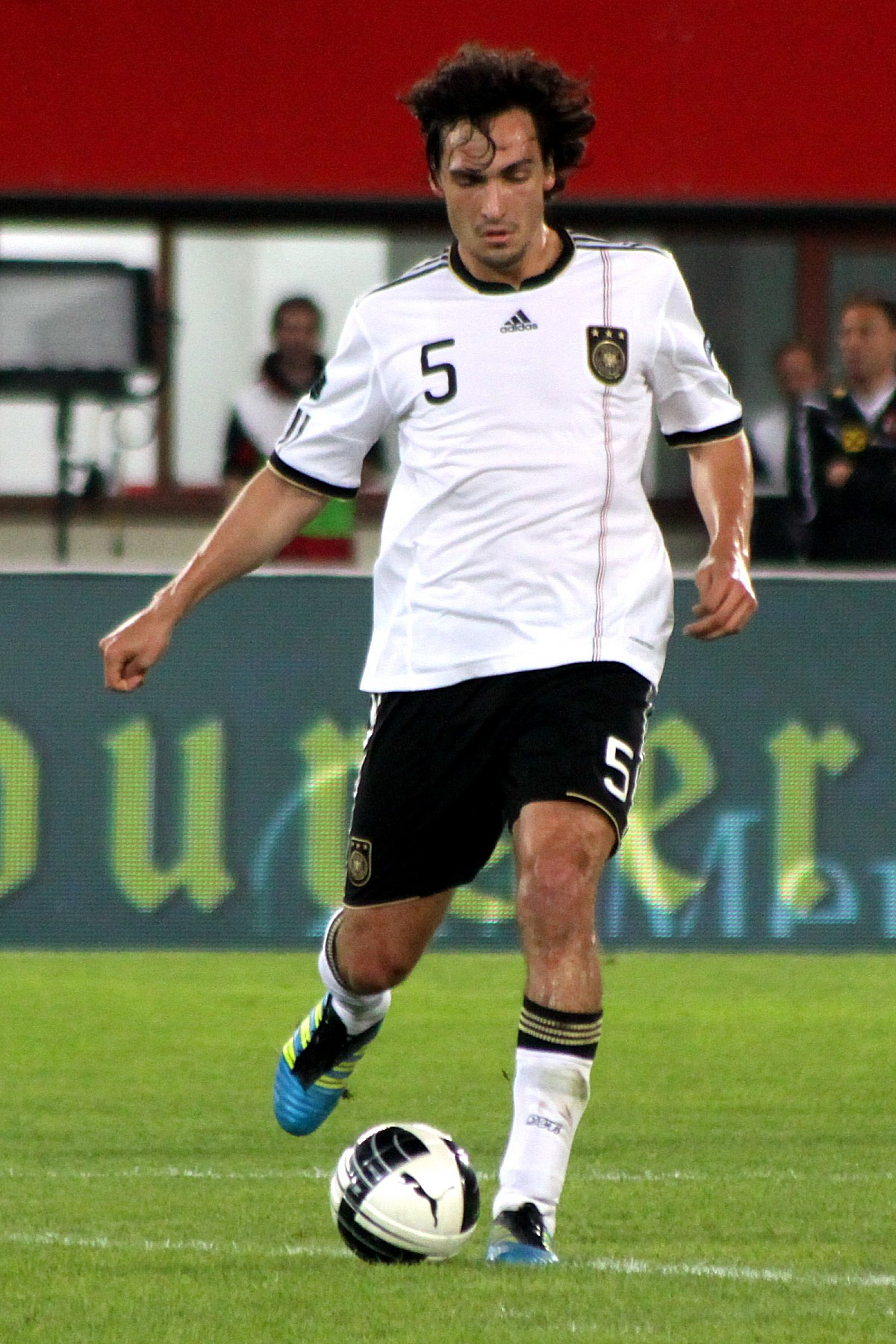
Hummels jucând pentru Germania.

Hummels a făcut parte din lotul Germaniei U-21 care a participat la CE 2009. Deși a jucat puțin în meciurile din grupă, a intrat ca titular în finala câștigată de nemți cu 4-0 în fața Angliei.
A fost chemat pentru prima dată la naționala de seniori sub bagheta selecționerului Joachim Löw, unde a debutat într-o partidă cu 
Malta disputată la 13 mai 2010 în Aachen (3–0). A intrat în repriza a doua în locul lui Serdar Tasci. Hummels a jucat la EURO 2012 toate minutele, aceeași performanță având-o și coechipierii săi Philipp Lahm, Sami Khedira, Bastian Schweinsteiger, Holger Badstuber și Manuel Neuer.

### Goluri pentru națională
| #  | Data              | Arenă                                         | Selecție | Adversar   | Scor | Rezultat | Competiție                                             |
| -- | ----------------- | --------------------------------------------- | -------- | ---------- | ---- | -------- | ------------------------------------------------------ |
| 1. | 26 mai 2012       | St. Jakob-Park, Basel, Elveția                | 14       | Elveția    | 1–2  | 3–5      | Meci amical                                            |
| 2  | 15 noiembrie 2013 | San Siro, Milan, Italia                       | 27       | Italia     | 1–0  | 1–1      | Meci amical                                            |
| 3  | 16 iunie 2014     | Itaipava Arena Fonte Nova, Salvador, Brazilia | 31       | Portugalia | 2–0  | 4–0      | Campionatul Mondial de Fotbal 2014                     |
| 4  | 4 iulie 2014      | Maracanã Stadium, Rio de Janeiro, Brazilia    | 34       | Franța     | 1–0  | 1–0      | Campionatul Mondial de Fotbal 2014                     |
| 5  | 1 septembrie 2017 | Eden Arena, Praga, Cehia                      | 58       | Cehia      | 2–1  | 2–1      | Calificările pentru Campionatul Mondial de Fotbal 2018 |

## Stil de joc
Poziția sa de bază este cea de fundaș central, dar iese des cu mingea la picior pornind astfel atacurile echipei. Din acest motiv a fost folosit pe postul de mijlocaș defensiv la naționalele de juniori ale Germaniei. Are o tehnică foarte bună în deposedare și reușește să-și depășească adversarii în duelurile aeriene și statice prin putere și înălțime. Face intercepții rapide în situații critice și are un joc de pase bun, cu pasele lungi precise. Aceste calități de libero i-au făcut pe jurnaliștii germani să-l compare cu Franz Beckenbauer.

## Statistici
La 6 aprilie 2025.
| Club                         | Sezon            | Campionat        | Campionat | Campionat | Cupă    | Cupă   | Europa  | Europa | Altele  | Altele | Total   | Total  |
| Club                         | Sezon            | Divizie          | Meciuri   | Goluri    | Meciuri | Goluri | Meciuri | Goluri | Meciuri | Goluri | Meciuri | Goluri |
| ---------------------------- | ---------------- | ---------------- | --------- | --------- | ------- | ------ | ------- | ------ | ------- | ------ | ------- | ------ |
| Bayern München II            | 2005–06          | Regionalliga Süd | 1         | 0         | —       | —      | —       | —      | —       | —      | 1       | 0      |
| Bayern München II            | 2006–07          | Regionalliga Süd | 31        | 2         | —       | —      | —       | —      | —       | —      | 31      | 2      |
| Bayern München II            | 2007–08          | Regionalliga Süd | 10        | 3         | —       | —      | —       | —      | —       | —      | 10      | 3      |
| Bayern München II            | Total            | Total            | 42        | 5         | —       | —      | —       | —      | —       | —      | 42      | 5      |
| Bayern München               | 2006–07          | Bundesliga       | 1         | 0         | 0       | 0      | 0       | 0      | 1       | 0      | 2       | 0      |
| Borussia Dortmund (împrumut) | 2007–08          | Bundesliga       | 13        | 0         | 3       | 0      | —       | —      | —       | —      | 16      | 0      |
| Borussia Dortmund            | 2008–09          | Bundesliga       | 12        | 1         | 1       | 0      | 1       | 0      | —       | —      | 14      | 1      |
| Borussia Dortmund            | 2009–10          | Bundesliga       | 30        | 5         | 3       | 0      | —       | —      | —       | —      | 33      | 5      |
| Borussia Dortmund            | 2010–11          | Bundesliga       | 32        | 5         | 2       | 0      | 8       | 1      | —       | —      | 42      | 6      |
| Borussia Dortmund            | 2011–12          | Bundesliga       | 33        | 1         | 6       | 1      | 6       | 1      | 1       | 0      | 46      | 3      |
| Borussia Dortmund            | 2012–13          | Bundesliga       | 28        | 1         | 2       | 1      | 11      | 1      | 1       | 0      | 42      | 3      |
| Borussia Dortmund            | 2013–14          | Bundesliga       | 23        | 2         | 4       | 0      | 6       | 0      | 1       | 0      | 34      | 2      |
| Borussia Dortmund            | 2014–15          | Bundesliga       | 24        | 2         | 4       | 0      | 4       | 0      | —       | —      | 32      | 2      |
| Borussia Dortmund            | 2015–16          | Bundesliga       | 30        | 2         | 6       | 0      | 14      | 1      | —       | —      | 50      | 3      |
| Borussia Dortmund            | Total            | Total            | 225       | 19        | 31      | 2      | 50      | 4      | 3       | 0      | 309     | 25     |
| Bayern München               | 2016–17          | Bundesliga       | 27        | 1         | 5       | 2      | 9       | 0      | 1       | 0      | 42      | 3      |
| Bayern München               | 2017–18          | Bundesliga       | 26        | 1         | 5       | 1      | 9       | 1      | 1       | 0      | 41      | 3      |
| Bayern München               | 2018–19          | Bundesliga       | 21        | 1         | 5       | 0      | 6       | 1      | 1       | 0      | 33      | 2      |
| Bayern München               | Total            | Total            | 74        | 3         | 15      | 3      | 24      | 2      | 3       | 0      | 116     | 8      |
| Borussia Dortmund            | 2019–20          | Bundesliga       | 31        | 1         | 2       | 0      | 8       | 0      | 0       | 0      | 41      | 1      |
| Borussia Dortmund            | 2020–21          | Bundesliga       | 33        | 5         | 5       | 1      | 9       | 0      | 1       | 0      | 48      | 6      |
| Borussia Dortmund            | 2021–22          | Bundesliga       | 23        | 1         | 2       | 0      | 7       | 0      | 0       | 0      | 32      | 1      |
| Borussia Dortmund            | 2022–23          | Bundesliga       | 30        | 1         | 4       | 0      | 4       | 0      | —       | —      | 38      | 1      |
| Borussia Dortmund            | 2023–24          | Bundesliga       | 25        | 3         | 2       | 0      | 13      | 1      | —       | —      | 40      | 4      |
| Borussia Dortmund            | Total            | Total            | 142       | 11        | 15      | 1      | 41      | 1      | 1       | 0      | 199     | 13     |
| Roma                         | 2024–25          | Serie A          | 13        | 0         | 1       | 0      | 5       | 1      | —       | —      | 19      | 1      |
| Totalul carierei             | Totalul carierei | Totalul carierei | 497       | 38        | 62      | 6      | 120     | 8      | 8       | 0      | 687     | 52     |

1. ↑  Include DFB-Pokal și Coppa Italia
2. ↑  Prezență în DFL-Ligapokal
3. 1 2 3 4  Prezențe în UEFA Europa League
4. 1 2 3 4 5 6 7 8 9 10 11  Prezențe în UEFA Champions League
5. 1 2 3 4 5 6 7  Prezențe în DFL-Supercup
6. ↑  Cinci prezențe în UEFA Champions League, două în UEFA Europa League

## Palmares

### Cu echipa de club
Borussia Dortmund
- Bundesliga: 2

2010–2011, 2011–2012
- DFB-Pokal: 1

2011–2012

### Națională
- Campionatul European de Fotbal sub 21: 1

2009